# Soneto 43
| «» Soneto 43 |
| --- |
| When most I wink, then do mine eyes best see, For all the day they view things unrespected; But when I sleep, in dreams they look on thee, And darkly bright, are bright in dark directed. Then thou, whose shadow shadows doth make bright, How would thy shadow's form form happy show To the clear day with thy much clearer light, When to unseeing eyes thy shade shines so! How would, I say, mine eyes be blessed made By looking on thee in the living day, When in dead night thy fair imperfect shade Through heavy sleep on sightless eyes doth stay! All days are nights to see till I see thee, And nights bright days when dreams do show thee me. |
| –William Shakespeare |

O Soneto 43 foi escrito por William Shakespeare e faz parte dos seus 154 sonetos. 

## Traduções
Na tradução de Thereza Christina Rocque da Motta,
Quanto mais pisco, melhor meus olhos veem,
Pois o dia todo vislumbram coisas que nada são;
Mas, quando adormeço, surges em meus sonhos,
E, luzindo no escuro, fulgem em meio ao breu;
E tu, cujo vulto reluz entre as sombras,
Cuja forma mostra-se alegre,
Na claridade, tua luz é ainda maior,
Que, ante meus olhos baços, faz tua sombra brilhar!
Como (eu diria) seriam meus olhos abençoados
Ao ver-te à luz do dia,
Quando, na calada da noite, tua sombra bela e imperfeita
Permanece sob minhas pálpebras durante o sono!
Todos os dias são noites, até que eu te veja,
E as noites, dias claros, ao mostrar-te em meus sonhos.